# Tumba de Samuel
La Tumba de Samuel (en árabe: النبي صموئيل, Un-Nabi Samu'il o Nebi Samwil; en hebreo: קבר שמואל הנביא, Kever Shmuel ha-Nevi), es el lugar donde la tradición indica que está enterrado Samuel, profeta del islam y del judaísmo. Se encuentra en lo alto de una colina a 908 metros por encima del nivel del mar, en la aldea palestina de Nabi Samwil, a 7,6 kilómetros al noroeste de Jerusalén. La Tumba de Samuel se encuentra en una pequeña cámara subterránea donde comparte espacio con una sinagoga, ambas encuadradas en una mezquita del siglo XVIII que, a su vez, había sido construida sobre una fortaleza cruzada.
Junto con el asentamiento de Guiv'at Ze'ev, se ubica actualmente en la seam zone, una zona de Cisjordania anexionada de facto por Israel a través de la barrera israelí de Cisjordania.

## Excavaciones arqueológicas
Yitzhak Magen llevó a cabo excavaciones arqueológicas entre 1992 y 2003. En la ladera sureste hay un asentamiento urbano de unas 1,61 hectáreas que data de los siglos VIII-VII a. C.. Magen creía que los restos encontrados allí eran la ciudad de Mizpa de Benjamín, de la que se habla en el Libros de Samuel. Sin embargo, Jeffrey Zorn concluyó que no había restos arqueológicos en este lugar del periodo en el que se ubican las narrativas de Samuel y, por lo tanto, este emplazamiento no podría haber sido Mizpa. Las conclusiones de Magen  han recibido críticas por interpretar las pruebas más allá de sus implicaciones obvias, lo que él mismo sugiere cuando afirma:

No encontramos restos algunos de la época de los Jueces (...) ni una sola estructura o un muro de esa época que todavía siguiera en pie. Partiendo de esto, podríamos sentirnos tentados a afirmar que este lugar no estuvo ocupado en aquellos tiempos.

En el período helenístico se creó una importante aldea en este emplazamiento para proteger a Jerusalén de posibles incursiones desde el norte. Durante la época en la que el Imperio bizantino controló Palestina se construyó un gran monasterio -del que apenas quedan un mosaico y una prensa de vino- que servía de hostel para los peregrinos que viajaban hacia Jerusalén. No hay pruebas claras que determinen si el lugar estaba considerado como el lugar de enterramiento de Samuel antes de la llegada del Imperio bizantino. Magen conjetura que los constructores bizantinos del monasterio no creían que estuviesen construyendo sobre la tumba de Samuel, sino que solamente intentaban construir un monumento conmemorativo. Por ejemplo, Jerónimo argumentaba en el siglo V (alrededor de un siglo antes de que se construyese el monasterio bizantino) que los restos de Samuel habían sido trasladados a Calcedonia por órdenes del emperador Arcadio. Un autor cristiano del siglo VI identificó este lugar como el punto donde estaba enterrado Samuel. Según la Biblia, el profeta está enterrado en su ciudad natal, Ramá, al este de una colina cercana a Geba. Sea como fuere, el monasterio fue restaurado por Justiniano I en el siglo VI y hay testimonios de su existencia en el periodo musulmán temprano, entre los siglos VII y X.
Los cruzados destruyeron gran parte del monasterio para construir una fortaleza sobre la colina en la que se hallaba, pero eso no hizo que cesaran las peregrinaciones, atestiguadas por la gran cantidad de monedas de diversas partes del mundo encontradas en el yacimiento arqueológico. El viajero judío Benjamín de Tudela visitó el lugar en 1173 y dejó escrito que los cruzados habían encontrado los huesos de Samuel en un cementerio judío en Ramla y los habían trasladado aquí, a la vista de la Ciudad Santa.  Escribió que se había dedicado a San Samuel de Shiloh una iglesia en la colina. Hay numerosos restos arqueológicos que revelan que los árabes construyeron una fábrica de cerámica en las laderas de Nebi Samwil durante los primeros siglos que controlaron Palestina. Puede que esto se refiera a la abadía de San Samuel, construida según los cánones premonstratenses y habitada de 1141 a 1244.[cita requerida]
Raimundo de Aguilers, escritor de una crónica sobre la Primera Cruzada (1096–1099), relata cómo los Cruzados llegaron a la cumbre de Nebi Samwil en la mañana del 7 de junio de 1099 y, al ver por primera vez la ciudad de Jerusalén, cayeron al suelo y lloraron en alegría. Por este motivo, los Cruzados nombraron a esta colina "El Monte de la Alegría" (en latín, Mons Gaudi; en francés, Mont de Joie). Desde allí, los peregrinos cristianos de los siglos posteriores solían iniciar su camino andando y con cruces hacia la Ciudad Santa. Además, se construyó una pequeña iglesia dentro de la fortaleza. La fortaleza en ese lugar que fue arrasada por los mamelucos en el siglo XII.
Algunos asocian la ubicación de la Tumba de Samuel con el templo bíblico de Gabaón, aunque la mayoría de expertos lo emplazan en el pueblo de al Jib.

## Era moderna

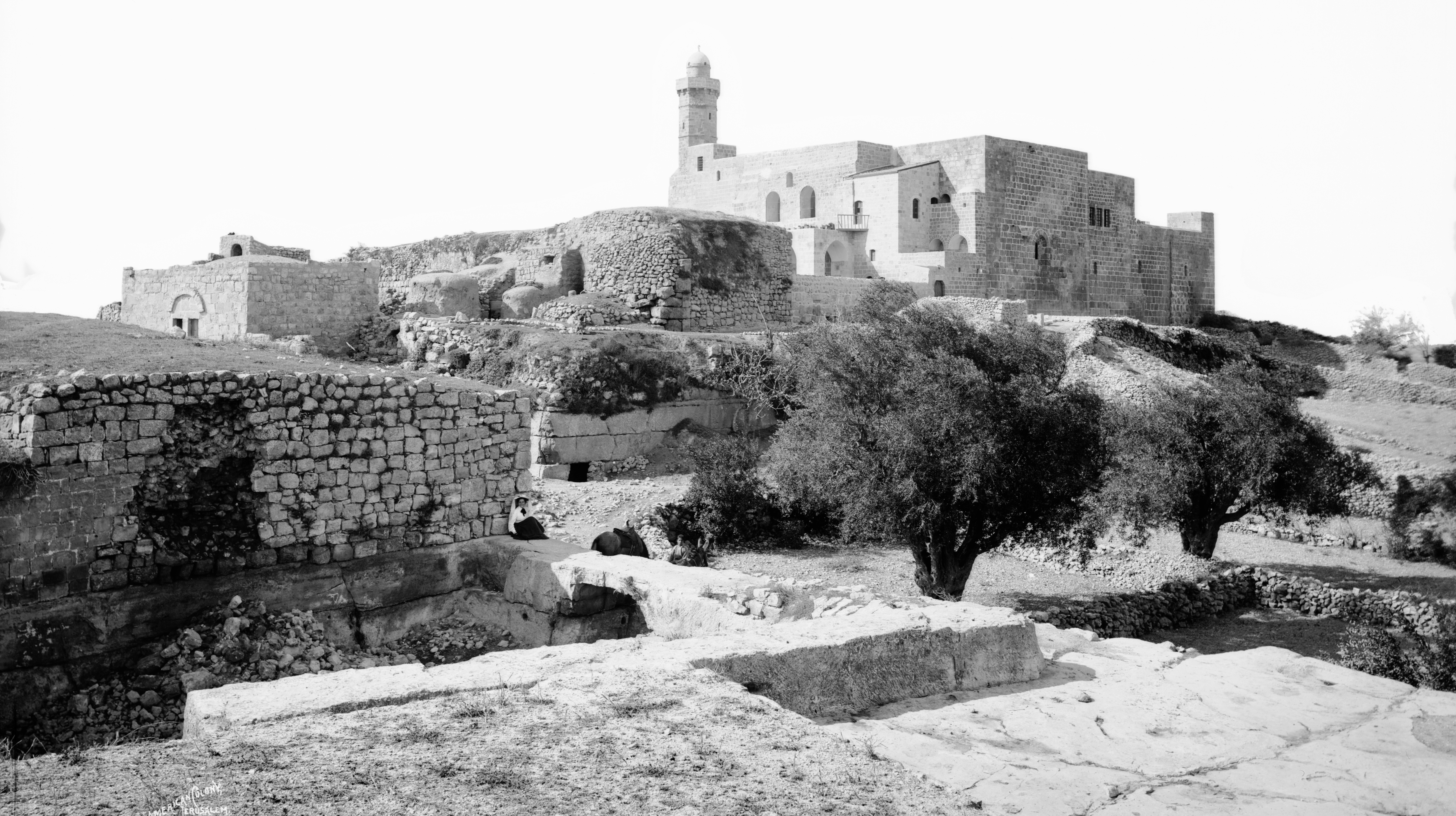
Tumba de Samuel (1898)

La comunidad judía comenzó sus esfuerzos para fundar un pueblo en este lugar en 1890; aunque al principio la llamaron Ramah, el nombre bíblico del hogar de Samuel, luego pasó a conocerse con el nombre del grupo que había comprado las tierras, Nahalat Yisrael. Aunque una serie de intentos de actualizar el plan de construcción habían fallado por diversos obstáculos burocráticos, 13 familias judías yemeníes se unieron al grupo en 1895 y lograron por fin establecerse.[cita requerida]

### Primera Guerra Mundial
La ubicación estratégica de la Tumba de Samuel hizo que en él se libraran una serie de batallas durante la campaña del Sinaí y Palestina en 1917, en el contexto de la Primera Guerra Mundial, que destrozaron el pueblo con fuego de artillería e hicieron que sus habitantes lo abandonaran. La mezquita, que databa de 1730, se vio dañada en el combate entre británicos y otomanos, por lo que hubo de ser restaurada a la conclusión de la guerra. Nebi Samuel volvió a estar habitado en 1921, pero diversas dificultades llevaron de nuevo a su abandono por unos años.

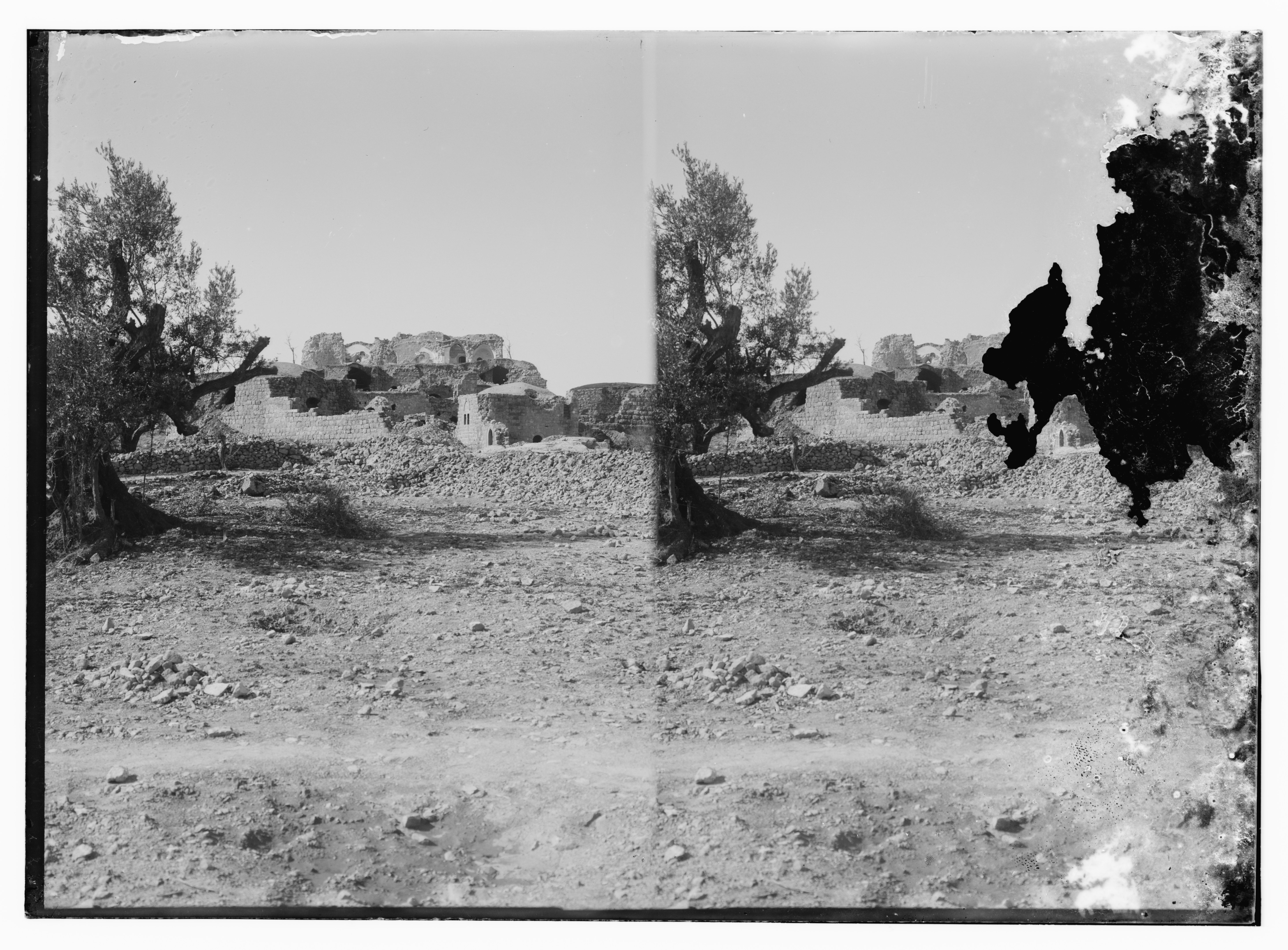
Ruinas de la aldea de Nebi Samwil por los bombardeos de la Primera Guerra Mundial

### Ocupación jordana
Aunque la resolución 181 II de la Asamblea General de las Naciones Unidas estableció la creación de un Estado árabe y otro judío en los territorios del antiguo Mandato británico de Palestina, la guerra árabe-israelí de 1948 supuso la ocupación del territorio destinado al Estado árabe por parte de Israel, Jordania y Egipto. En concreto, la Tumba de Samuel quedó bajo ocupación jordana. La ubicación de la Tumba de Samuel tuvo bastante importancia en la guerra árabe-israelí de 1948, en la que fue usada por la artillería de la Legión árabe jordana para bombardear Jerusalén; además, también se convirtió en una base de operaciones para las diversas milicias palestinas que realizaron ataques sobre el tráfico judío durante el asedio de Jerusalén en 1948.

### Ocupación israelí
La victoria israelí en la guerra de los Seis Días de 1967 trajo consigo la ocupación militar de Cisjordania (incluida la Tumba de Samuel), la Franja de Gaza, Jerusalén Este, los Altos del Golán y la Península del Sinaí. Salvo en el caso de esta última, que fue devuelta a Egipto tras los acuerdos de paz de Camp David en 1978, el resto permanecen a día de hoy bajo ocupación militar israelí. Según la distribución administrativa alcanzada en los Acuerdos de Oslo de 1993, la Tumba de Samuel se encuentra emplazada en la denominada Área C, bajo control militar y administrativo israelí. Durante la construcción del muro de separación israelí de Cisjordania, Israel se anexionó ilegalmente la zona de la Tumba de Samuel y el asentamiento cercano de Guiv'at Ze'ev. El muro israelí separa por completo este lugar sagrado del resto de Cisjordania.
La Tumba de Samuel y las excavaciones arqueológicas circundantes son ahora parte de un parque nacional. El poblado original ubicado en la cima de la colina tenía en 2007 una población de 233 habitantes palestinos.
En la actualidad se llevan a cabo prácticas oratorias judías y musulmanas en la Tumba de Samuel. Numerosos judíos religiosos visitan la tumba el día 28 de Iyar, el aniversario de la muerte del profeta Samuel. La mezquita consta de un edificio rectangular con un gran minarete que es visible desde la propia ciudad de Jerusalén.

## Limitaciones de acceso
A mediados de 2020, la revista israelí +972 y la ONG israelí Machsom Watch informaban que el acceso a la Tumba de Samuel está muy limitado para los fieles palestinos debido a la multitud de puestos de control militares emplazados en sus proximidades. Sin embargo, masas de peregrinos israelíes llegan periódicamente al lugar sin impedimento alguno.